# John William Fletcher
John William Fletcher (* 12. September 1729 in Nyon, Waadt, Schweiz; † 14. August 1785 in Madeley, Shropshire, England) war ein englischer methodistischer Theologe und anglikanischer Priester und früher Weggefährte von John Wesley.

## Leben
John William Fletcher wurde als Jean Guillaume de la Fléchère am 12. September 1729 in der französischsprachigen Waadt geboren. Als Nachkomme von Hugenotten wurde er am 19. September in der reformierten Kirche von Nyon getauft. Er war das jüngste von acht Kindern des Offiziers Jacques de la Fléchère und seiner Frau Suzanne Elisabeth, geborene Crinsoz de Colombier. Er wurde ab 12 Jahren am Gymnasium in Genf unterrichtet, und er besuchte mit 17 Jahren die dortige Universität, wo er die alten Sprachen lernte. 1748 verließ er vorzeitig die Hochschule, um eine militärische Karriere anzustreben. Dazu reiste er nach Lissabon, aber ein Unfall verhinderte seinen vorgesehenen Einsatz in Brasilien.
So ging er im Sommer 1750 nach England, wofür er bereits im Vorfeld Englisch gelernt hatte. Im Herbst 1751 wurde er Hauslehrer bei Shrewsbury in Shropshire (im Sommer) und im Winter in London für die Söhne des adligen Abgeordneten Thomas Hill und seiner Frau Susanna. An der West Street und der Hog Lane in London lernte er 1753 die Methodisten John Wesley, Charles Wesley und Mary Bosanquet und deren Botschaft kennen. Am 24. Januar 1754 wurde er ein überzeugter Methodist. Im März 1757 wurde er als Diakon und Priester in der Church of England ordiniert, vorher predigte er bereits in Atcham. Nachdem die Söhne der Familie Hill erwachsen geworden waren und Fletcher nicht mehr als Lehrer gebraucht wurde, konnte er im Oktober 1760 vollamtlicher Vikar der Rev. Rowland Chambre in der Pfarrei St. Michael in Madeley werden, die im neu entstehenden Industriegebiet Shropshires lag. Er hätte auch eine reichere Gemeinde übernehmen können, aber er entschied sich bewusst für das ärmere Arbeiterquartier. Dort wurde er auch vom Quäker Abiah Darby glaubensmäßig beeinflusst.
Neben seiner Aufgabe als Gemeindepfarrer unterstützte er John Wesley bei seinen Aufgaben in Londons Kirchen, um die methodistische Erneuerungsbewegung in der anglikanischen Kirche zu fördern und auszubreiten. In der Auseinandersetzung um die Frage der Prädestination zwischen den Calvinisten und den Arminianern ab 1770 stellte er sich auf die Seite Wesleys, der den freien Willen betonte. Zu diesen Themen schrieb er mehrere Schriften.
1777 bis 1781 kehrte er aus gesundheitlichen Gründen nach Nyon in seine schweizerische Heimat zurück. Er schrieb dort das Buch The Portrait of St. Paul, worin die Taufe im Heiligen Geist, die Heiligung und die christliche Vollkommenheit eine wichtige Rolle spielten. Dieses Werk wurde erst nach seinem Tod veröffentlicht. Am 12. November 1781 heiratete er Mary Bosanquet in der Kirche von Batley, die er seit über 20 Jahren als Methodistin gekannt hatte. Nach knapp vier Jahren Ehe starb Fletcher mit 56 Jahren, seine Frau Mary überlebte ihn um dreißig Jahre bis 1815 und war weiterhin als aktive Methodistin tätig.

## Schriften
- A vindication of the Rev. Mr. Wesley's last minutes. William Pine, Bristol 1771.
- An appeal to matter of fact and common sense or a rational demonstration of man's corrupt and lost estate. William Pine, Bristol 1772.
- A third check to Antinomianism. William Pine, Bristol 1772.
- Logica Genevensis : or, a fourth check to Antinomianism. William Pine, Bristol 1772.
- Logica Genevensis continued : Or the first part of the fifth check to antinomianism. R. Hawes, Bristol 1773.
- The fictitious and the genuine creed : being "A creed for Arminians,". R. Hawes, London 1775.
- A vindication of the Rev. Mr. Wesley's "Calm address to our American colonies". Foundry, London 1775.
- The last check to Antinomianism. R. Hawes und J. Buckland, London 1775.
- The Bible and the sword: or, the appointment of the general fast vindicated: in an address to the common people. R. Hawes, London 1776.
- A reply to the principal arguments by which the Calvinists and the Fatalists support the doctrine of absolute necessity. R. Hawes, London 1777.
- The works of the Reverend John Fletcher. 4 Bände. B. Waugh & T. Mason, New York 1833.